# Salford (Bedfordshire)
Pour les articles homonymes, voir Salford (homonymie).
Salford est un petit village anglais situé dans l'ouest du Central Bedfordshire. Il se trouve à proximité de l'autoroute M1, qui le sépare de la ville nouvelle de Milton Keynes.
C'est aussi une ancienne paroisse civile, fusionnée en 1933 avec celle d'Hulcote pour former Hulcote and Salford (en).